# Civico Museo Insubrico di Storia Naturale
Il Civico Museo Insubrico di Storia Naturale (CMISN) è un museo di Scienze Naturali sito nel Comune di Clivio (VA). Il Museo ospita il visitor center del lato italiano del sito Monte San Giorgio (UNESCO) ed è sede di una delle più grandi collezioni paleontologiche del Triassico Medio di questo sito.
Il CMISN è l'unico museo locale che presenta tutti gli aspetti naturalistici del territorio, è anche l'unico dotato di collezioni di studio oltre al materiale esposto. Il Museo ospita in cinque ampie sale esposizioni riguardanti tutti gli aspetti naturalistici della regione insubrica, con particolare attenzione all'area del Monte San Giorgio.

## Storia
Il Museo nasce, come istituzione pubblica, a Induno Olona (VA) nel 1976 per iniziativa dei soci del Gruppo Naturalista della Valceresio. Esso nasce per dare a chiunque la possibilità di conoscere e ammirare il frutto delle ricerche di questo gruppo naturalistico, figlie della loro passione per il mondo naturale.
Allora le esposizioni comprendevano campioni di minerali e di fossili provenienti in gran parte dal varesotto. La collezione originaria fu via via arricchita di nuovi campioni, divenendo una delle più importanti raccolte di minerali e fossili dell’area insubrica. A partire dal 1988, l'attività di ricerca si è estesa anche ad altri campi delle scienze naturali, con ottimi risultati in botanica, zoologia e micologia. L’ambito dello studio e delle collezioni riguarda l’intera Provincia di Varese.
L’attività del Museo era fondata sul volontariato e sulle collaborazioni con professionisti del settore. In questa prima fase sono circa 160 le persone che, a vario titolo, collaborano e partecipano alle attività del Museo.
Il Museo, fin dalla sua fondazione, ha avuto sede nell'edificio comunale di Induno Olona (VA) e aveva come denominazione “Civico Museo Insubrico di Storia Naturale di Induno Olona - CMISNIO”. Nell’anno 2009 l'allora direttore Prof. Andrea Tintori (Università degli Studi di Milano - La Statale) e il curatore onorario Gianluca Danini, a seguito di difficoltà gestionali riguardanti la sede originale e in comune accordo coi Comuni coinvolti, optano per lo spostamento del Museo nella struttura della ex Scuola Professionale S.Maria Ausiliatrice, nel Comune di Clivio (VA). Il museo, nella sede attuale, riapre e viene inaugurato nel 2018 e contiene le collezioni e le associazioni già presenti nella sede di Induno Olona.

## Struttura

### Piano seminterrato
In questo piano sono posti i laboratori didattici e quelli scientifici, vi è inoltre la sede del Gruppo Speleologico Prealpino. Qui, dietro alle dovute precauzioni e in condizioni ottimali per la loro conservazione, sono presenti le collezioni paleontologiche e mineralogiche, fulcro scientifico del Museo. 
Su questo piano è presente la sala conferenze: circa 80 posti a sedere e un proiettore completano l’esperienza divulgativa offerta dal Museo. Qui si tengono molte delle riunioni delle associazioni e diversi cicli di conferenze e presentazioni scientifiche sui vari ambiti trattati nel Museo e dalle associazioni afferenti.

### Piano terra
Salendo al piano terra si ha l’inizio della sezione espositiva. L’ingresso principale si apre sulla hall nella quale è situata la segreteria dove il personale accoglie i visitatori con guide e materiale informativo riguardante il museo e le attrattive naturalistiche locali. Sempre all'ingresso è collocata la biglietteria e un piccolo shop dedicato. 
Sul lato sinistro vi è la sede del Visitors Center UNESCO gestito dalla Comunità Montana del Piambello: uno schermo riproduce un’animazione riguardante i mari del Triassico Medio.
Sulla destra, invece, inizia il percorso espositivo. Un’area ristoro, che ospita le possibili mostre temporanee, anticipa la prima sala con due visori VR, dove i visitatori possono provare l’esperienza di immergersi nei mari del Triassico del Monte San Giorgio.
Segue la sala paleontologica che comprende l’esposizione di fossili (tra cui esemplari tipo e olotipi) sia dalla Formazione di Besano sia dal Calcare di Meride (Kalkschieferzone). È inoltre presente una collezione di materiale fossile atta a rappresentare i diversi tipi di fossili e i possibili processi tafonomici, coadiuvata da un’esposizione generale sul Giurassico e sul Quaternario Insubrico. 

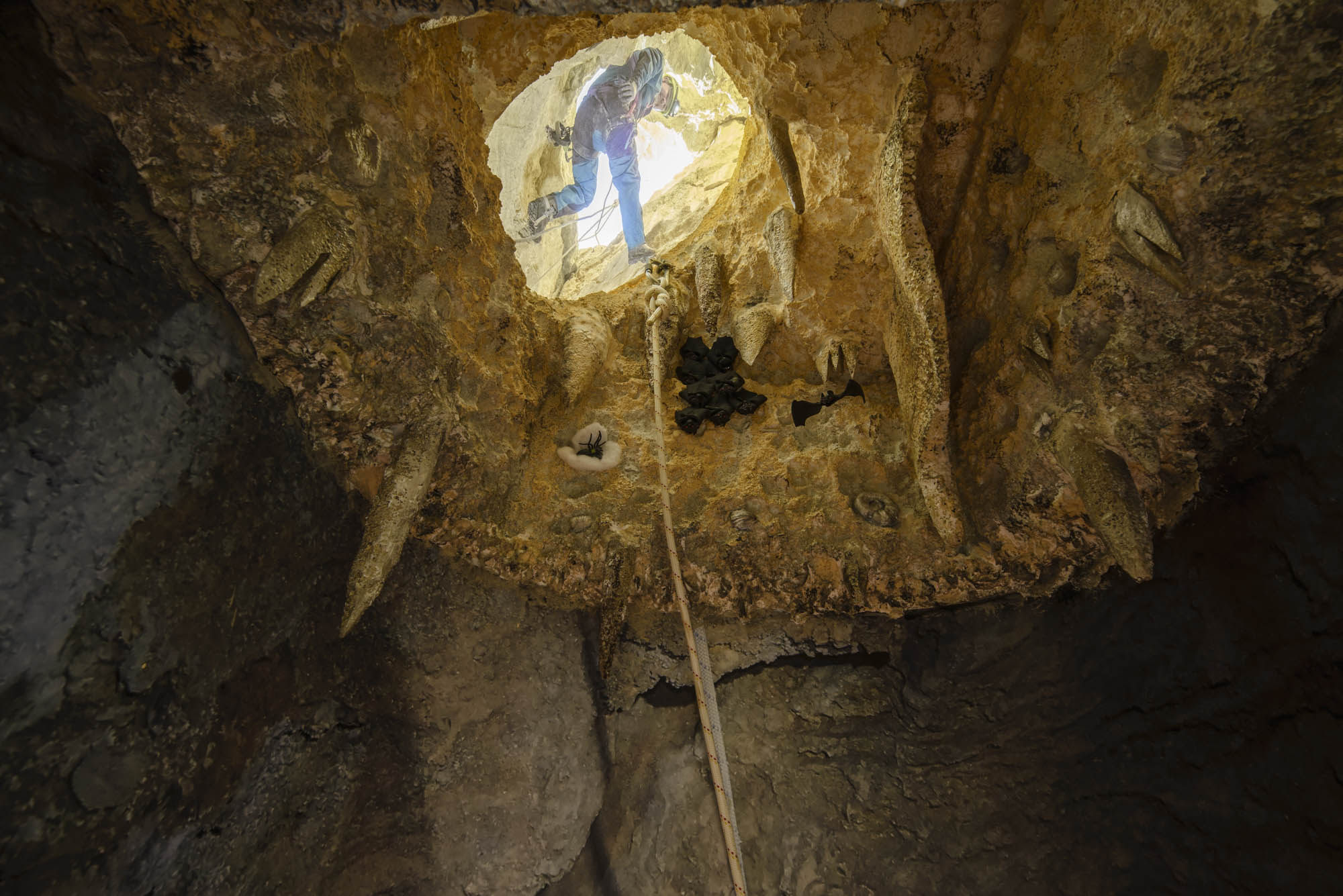
Interno della riproduzione del pozzo carsico creato dal G.S.P.

Segue la sala dedicata ai minerali Insubrici e mondiali. La peculiarità maggiore si trova nel vecchio vano montavivande della struttura scolastica: qui il Gruppo Speleologico Pralpino ha realizzato la riproduzione artificiale di un pozzo carsico, a replica di un pozzo presente nella Cava Salnova di Saltrio. 
Nel piano rialzato una sala ospita la collezione zoologica: qui si possono osservare numerosi esemplari tassidermizzati di mammiferi e uccelli e un’importantissima collezione di pesci lacustri tipici dei laghi insubrici. È anche presente una collezione entomologica di esemplari locali. Il tutto è accompagnato da iconografie all'avanguardia e descrizioni degli habitat; la presenza di un’ulteriore visore VR permette al visitatore di vedere attraverso gli occhi di una rana di Lataste il suo habitat.

### Primo piano

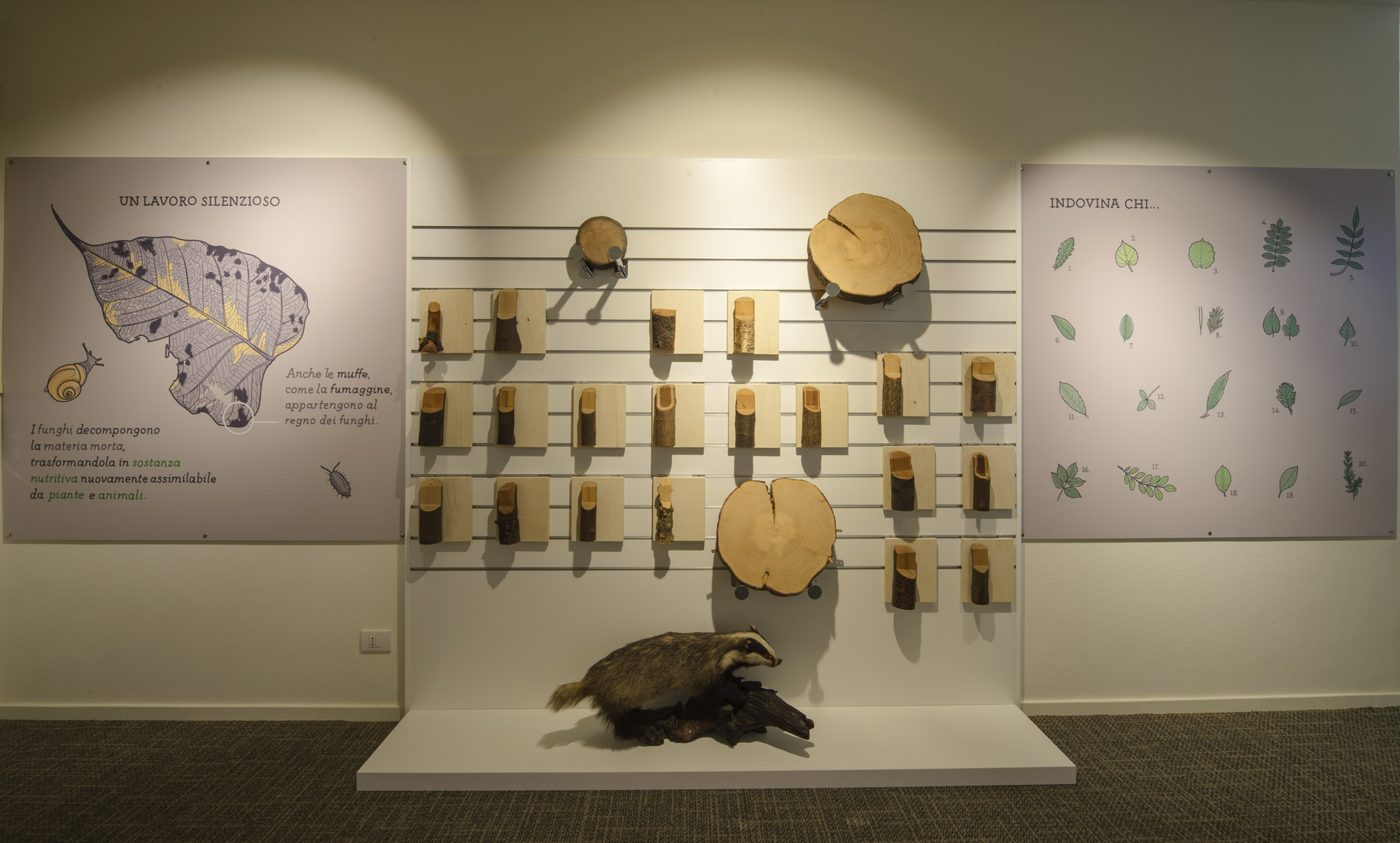
La Xiloteca del CMISN

Al di sopra della sala dedicata alla zoologia si entra nella parte relativa al mondo della flora e della biodiversità micologica: circa 100 riproduzioni di specie micologiche comuni nel territorio isubrico, interamente realizzate a mano in gesso e dipinte con colori ad acquarello da 2 micologi associati al Museo, rappresentano i più comuni esemplari di funghi dei boschi insubrici. Un'altra particolarità della sala riguarda la xiloteca, dove sezioni di fusti e rami sono conservati su appositi pannelli che consentono al fruitore di maneggiare e apprezzare le principali caratteristiche morfologiche. A fare da sfondo a questo ambiente ai trovano delle rappresentazioni stilizzate delle piante presenti.
Proseguendo si incontra il laboratorio multimediale didattico, dove attraverso alcuni microscopi USB portatili e un microscopio ottico composto, collegato a un monitor, è possibile ammirare i dettagli della collezione di vetrini del Museo.
In questo piano, in una zona non accessibile al pubblico, è presente un'area del museo dedicata al personale addetto, alle associazioni e ai collaboratori autorizzati. Qui si trovano le sedi delle varie associazioni, tra cui l’associazione fondatrice del museo (G.N.V.C).
Completano l’area il deposito degli animali tassidermizzati e una biblioteca scientifica che raccoglie tutta la bibliografia, importante è la collezione di testi storici che riguarda le Scienze Naturali. Lo spazio termina con la foresteria attrezzata del museo, dove 15 posti letto e una piccola cucina possono essere utilizzati da collaboratori/studenti in visita.

## Associazioni
Al momento il Museo ospita:
- Gruppo Naturalista Valceresio (G.N.V.C.) (ricerca, studio e catalogazione dei reperti mineralogici) - fondatore del CMISN[1]..
- Gruppo Insubrico di Ornitologia (G.I.O.) (censimenti, studio e protezione dell’avifauna provinciale)[10].
- Gruppo Speleologico Prealpino (G.S.P.) (ricerca, divulgazione e protezioni di siti spelologici)[11].
- Naturalis Insubria (gestione, divulgazione e attività naturalistiche)[12].
- MOOSE (Turismo e attività di biking sul territorio)[13].
- Deposito Gruppo Alpini.

Nella sede di Induno Olona era presente anche l'Associazione Astronomica M42 (ricerca e divulgazione in campo astronomico).

## Collezioni[1]

### Mineralogia
La collezione mineralogica del CMISN comprende la più importante collezione di minerali del Granofiro di Cuasso al Monte comprendente sia campioni di alto valore estetico, sia esemplari meno vistosi (micromounts) ma di grande importanza scientifica; a questa si aggiunge una raccolta sistematica di oltre 700 specie mineralogiche di varia provenienza, sia provinciale ma anche italiana ed estera.
A questa collezione è dedicata un'intera sala museale che accomuna anche la collezione petrografica, composta da una serie di campioni di roccia provenienti da tutte le formazioni geologiche del Varesotto, e una collezione di geomorfologia e carsismo.

### Micologia
Conservata negli archivi storici del museo è disponibile, solo per fini scientifici, la collezione micologica del CMISN. Consiste in oltre 2600 campioni essiccati di varie specie e peculiarità micologiche ed è gestita in collaborazione con l’Associazione Micologica Bresadola di Varese.

### Zoologia
Gran parte della collezione zoologica è conservata negli archivi come traccia dei lunghi anni di conservazione e ricerca; la collezione può vantare di essere composta esclusivamente da carcasse recuperate (morte naturale, incidenti o road-kills) e non cacciate appositamente per fini museali. Essa comprende circa 700 esemplari tassidermizzati di rettili, anfibi, uccelli, mammiferi e pesci, in gran parte appartenenti alla fauna locale, e invertebrati. Per questi ultimi la collezione è costituita da una completa rassegna di lepidotteri diurni (farfalle) e di odonati (libellule) presenti in Provincia di Varese, ai quali si aggiungono altri campioni di insetti e crostacei, per un totale di circa 500 campioni.

### Botanica
Erbario fanerogamico: costituito da oltre 1500 fogli che costituiscono il più importante riferimento documentario della flora provicinale. 
Xiloteca: raccolta di circa 40 campioni di legno appartenente alle più diffuse essenze forestali dei boschi del Varesotto.

### Paleontologia
Collezione paleontologica: collezione molto ricca (oltre 6000 campioni) e scientificamente rilevante. Tra i reperti più interessanti figurano vertebrati e invertebrati della fauna triassica di Ca’ del Frate (Triassico Medio, Ladinico); spicca tra tutti un esemplare di Lariosaurus valceresii, olotipo della specie, quasi completo e lungo circa un metro e varie specie di pesci. Anche gli esemplari di mammiferi quaternari sono presenti; numerosi sono i reperti di orso delle caverne (Ursus spelaeus) rinvenuti sul massiccio di Campo dei Fiori e risalenti a circa 22.000 anni fa.

### Diateca
Vera e propria rarità ed espressione tipica della ricerca naturalistica degli anni ’80, è conservata in un'apposita area dedicata nella sala conferenze ed è composta da circa 10'000 diapositive che completano la documentazione storica archivistica del Museo e degli aspetti naturali del territorio provinciale. Offre infatti la possibilità di osservare il cambiamento del paesaggio locale durante lo scorrere degli anni.

## Ricerca
L’attività scientifica del Civico Museo Insubrico di Storia Naturale riguarda diversi campi:
- Paleontologia

Scavi autorizzati nella località Ca' del Frate (Triassico), Grotta Fontana Marella (Quaternario) e Monte San Giorgio (Cantone Ticino, Triassico).
- Botanica

Censimento e cartografia floristica della provincia.
- Censimenti faunistici

Censimenti di avifauna e invertebrati (lepidotteri diurni, odonati e crostacei decapodi).
- Coordinamento delle attività di Salvaguardia Anfibi

Attività svolte dalle Guardie Ecologiche Volontarie (GEV) di Parchi e Comunità Montane.
- Erpetologia

Partecipazione ai programmi di Atlante regionale e nazionale della presenza di Rettili e Anfibi.
- Mineralogia

Studio dettagliato della composizione mineralogica e della genesi del Granofiro di Cuasso al Monte.
- Micologia

Censimento dei funghi superiori, in collaborazione con l'Associazione Micologica Bresadola (Varese).
Tutte le attività di ricerca del Civico Museo Insubrico sono possibili solo grazie all'apporto volontario delle associazioni e dei loro associati, spesso semplici amatori, che però riuscivano e riescono tutt'oggi ad assicurare una capillare esplorazione del territorio.

## Collaborazioni
- Dipartimento di Scienze della Terra, Università degli Studi di Milano - La Statale: ricerche paleontologiche, geologiche, e analisi chimico–fisiche di campioni minerali.
- Regione Lombardia, Servizio di Vigilanza Ecologica: coordinamento delle attività di censimento faunistico e salvaguardia Anfibi condotti dalle Guardie Ecologiche Volontarie e per l'istruzione e l'aggiornamento delle stesse.
- Università degli Studi di Pavia: censimento dell’erpetofauna e dei crostacei decapodi.
- Università degli Studi dell'Insubria: allestimento di banche dati faunistiche e floristiche.
- Museo cantonale di storia naturale di Lugano: ricerche paleontologiche, micologiche e zoologiche.
- Museo Paleontologico "La Rocca" di Monfalcone (GO): ricerche paleontologiche.
- Gruppo Ficedula (Canton Ticino): realizzazione dell’atlante degli uccelli svernanti nella regione insubrica.
- Associazione Micologica Bresadola (Varese): ricerche micologiche.
- Parco Campo dei Fiori (Varese): attività divulgative e didattiche.
- Società Erpetologica Italiana (Milano): ricerche erpetologiche, in particolare per la compilazione dell'Atlante di distribuzione delle specie italiane di Anfibi e Rettili.
- Amministrazione Provinciale, Servizio Caccia e Pesca: l'affidamento di esemplari di fauna locale per le esposizioni.
- Comunità Montana del Piambello, Servizio di Vigilanza Ecologica: consulenza naturalistica.
- Scambi di dati e pubblicazioni scientifiche erano regolarmente mantenuti con altri Musei italiani (Trieste, Milano, Torino), europei (Zurigo, Eichstatt, Barcellona) e americani (Washington, Toronto, Chicago).